# 瓦列里·罗日杰斯特文斯基
瓦列里·伊利奇·罗日杰斯特文斯基（俄语：Валерий Ильич Рождественский，1939年2月13日—2011年8月31日）是苏联宇航员，飛航工程師。

## 生平
1939年2月13日生于列宁格勒。苏德战争期间被疏散到彼得罗巴甫尔。战后回到故乡完成学业。1956年进入费·埃·捷尔任斯基海军工程学院。后在海军舰队服役。1965年入选宇航员队伍。
1976年10月14日，他和祖多夫乘坐联盟23号飞船升空。由于自动控制失灵，与礼炮5号对接失败。16日紧急返回时遇暴风雪天气，偏离航线，在黑夜中降落于哈萨克的田吉茲湖上。两人在水中困了近6小时，最终由直升飞机和小船救起。
1986年退役。后从事培训工作。常年居住在莫斯科州星城。2011年8月31日去世。

## 荣誉
- 苏联英雄荣誉称号、金星奖章及列宁勋章（1976年5月11日）
- 三级在苏联武装力量中为祖国服务勋章（1982年2月8日）
- 拜科努尔荣誉市民（1976年）[4]
- 太空探索優異獎章（2011年4月12日）[5]